# Калиев хлорат
Калиевият хлорат е калиева сол на хлорната киселина с химическа формула KClO3. Друго наименование е „бертолетова сол“ по името на Клод Луи Бертоле, който е изследвал съединенията на хлора.
Съединението има неутрален или слабо алкален характер и е силен окислител. При нагряване се разлага най-напред на калиев перхлорат и калиев хлорид:
{\displaystyle \mathrm {4\ KClO_{3}\ \to \ 3\ KClO_{4}+KCl} }
при по-нататъшно нагряване калиевият перхлорат се разпада на калиев хлорид и кислород:
{\displaystyle \mathrm {KClO_{4}\ \to \ KCl+2O_{2}} }
За разлика от калиевия нитрат, калиевият хлорат може да отдаде всичкия си кислород. Освен това процесът на разлагане е екзотермичен (ΔH=-10,6 kcal/mol). Поради тези причини бертолетовата сол надминава по окислителни свойства доста други съединения и смесите ѝ с горими материали се запалват по-лесно. Като силно реактивоспособно съединение тя не се среща в природата, а се добива изкуствено. Най-често се получава при електролиза на воден разтвор на натриев хлорид. Като междинен продукт се получава натриев хлорат, към който се добавя калиев хлорид, за да се утаи калиевият хлорат. Бертолетовата сол може да се получи и чрез електролиза на разтвор на калиев хлорид.
Неутралните и алкалните водни разтвори на бертолетовата сол не проявяват окислителни свойства. Кисели разтвори обаче действат като силни окислители заради отделянето на хлорна киселина. Съединението е слабо отровно, като смъртоносната доза за възрастни е около 15 – 30 грама.
От бертолетова сол се получава хлорен диоксид, който от своя страна се използва за избелване. В някои държави тя служи за евтин и ефективен хербицид. Калиевият хлорат е малко хигроскопичен и се предпочита пред други хлорати като окислител в пиротехниката. Само̀ по себе си съединението не е опасно, но смесите му с редуктори като сяра, метали (алуминий, магнезий и др.), въглерод и горими органични материали може да проявят при дадени обстоятелства експлозивен характер. Смесите със сяра могат да се самозапалят, като причина за това често е образуването на малки количества сярна киселина на повърхността на серните частички. По тази причина се препоръчва замяната на калиевия хлорат в пиротехнически смеси с калиев перхлорат. Сместа на бертолетова сол с фосфор се нарича смес на Армстронг и може да се взриви при най-леко триене или нагряване. Калиевият хлорат влиза в състава на барута за кибритени клечки. При триене на клечките в стъргалото хлоратът влиза в допир с фосфора, който се съдържа там, и се запалва.
Бертолетовата сол може да се използва за получаване на кислород в лабораторни условия, най-често в смес с манганов диоксид MnO2, който снижава температурата на разлагане на хлората. В автомобилната промишленост се прилага във въздушните възглавници: При удар на автомобила капсула, съдържаща калиев хлорат, отделя газове, които издуват възглавницата.